# John Banville

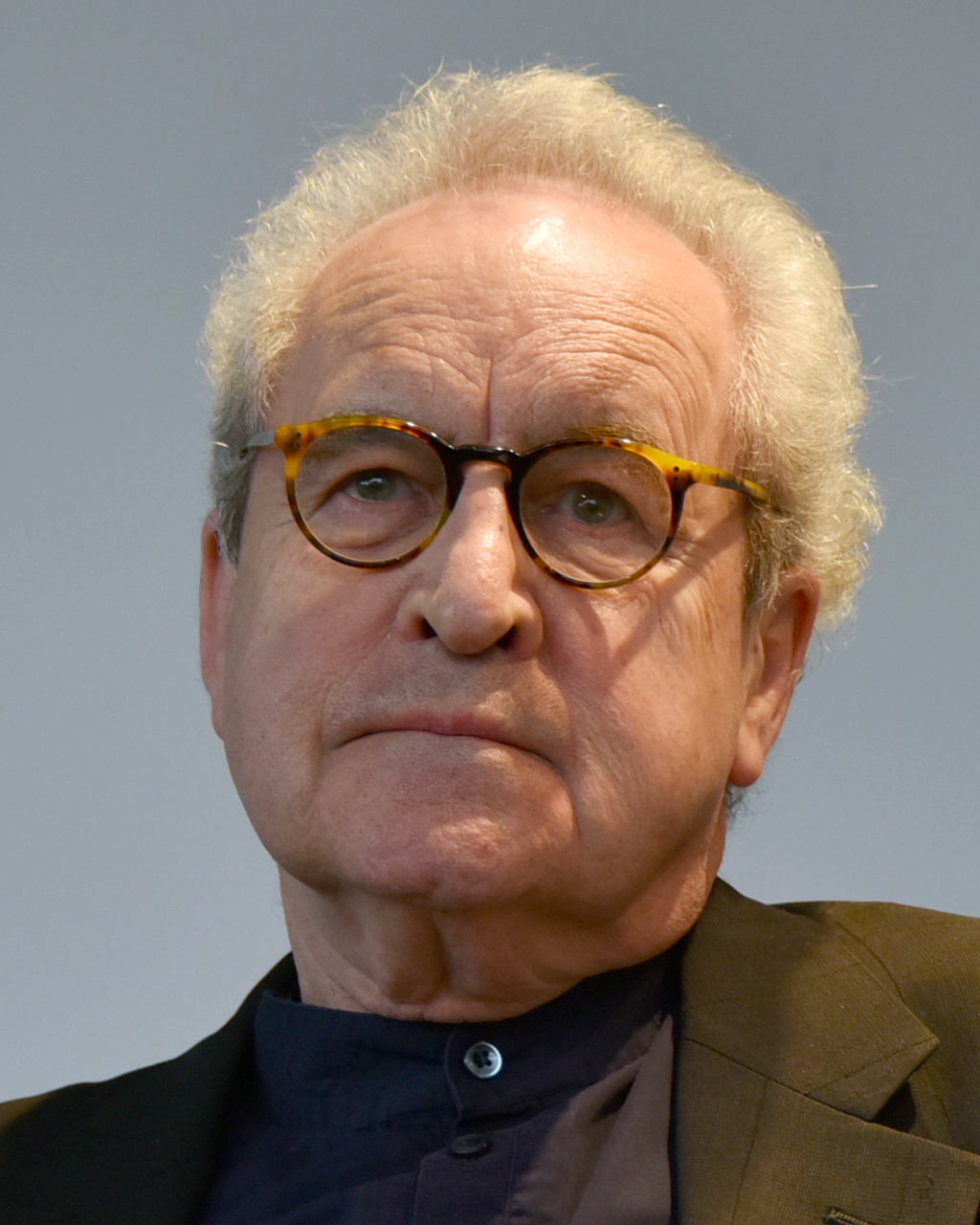
John Banville (2019)

John Banville (Wexford, 8 december 1945) is een Ierse schrijver.
The Book of Evidence, een van zijn vele werken, werd genomineerd voor de Booker Prize in 1989 en won in hetzelfde jaar de Guinness Peat Aviation Award. Met zijn roman The Sea won hij alsnog de Booker Prize in 2005.

Onder het pseudoniem Benjamin Black schrijft Banville misdaadromans.

## Prijzen
| Jaar | Prijs                           | Voor                 |
| 1976 | James Tait Black Memorial Prize | Doctor Copernicus    |
| 1981 | Guardian Fiction Prize          | Kepler               |
|      | Allied Irish Bank Fiction Prize |                      |
|      | American-Irish Foundation Award | Birchwood            |
| 1989 | Guinness Peat Aviation Award    | The Book of Evidence |
| 1989 | Booker Prize (shortlisted)      | The Book of Evidence |
| 2005 | Booker Prize                    | The Sea              |

## Werken
- Snow (2020) (Sneeuw, 2021)
- Mrs Osmond (2017) (Mevrouw Osmond, 2018) - sequel voor The Portrait of a Lady van Henry James
- The Blue Guitar (2015) (De blauwe gitaar, 2015)
- Ancient Light (2012)
- The Infinities (2009) (De onsterfelijken, 2010)
- Love In The Wars (adaptation of Heinrich von Kleist's Penthesilea, 2005)
- The Sea (2005) (De zee, 2006)
- Prague Pictures: Portrait Of A City (2003) (Praag, 2007)
- Shroud (2002) (Schijngestalte, 2005)
- Eclipse (2000) (Eclips, 2001)
- God's Gift: A Version of Amphitryon by Heinrich von Kleist (2000)
- The Untouchable (1997) (De onaanraakbare, 1997)
- The Ark (1996)
- Athena: A Novel (1995)
- The Broken Jug: After Heinrich von Kleist (1994) - a play
- Ghosts (1993)
- The Book of Evidence (1989) (Het boek der getuigenis, 1990)
- Mefisto (1986) (Mefisto, 1989)
- The Newton Letter: An Interlude (1982) (Newtons brief: een intermezzo, 1985)
- Kepler, a Novel (1981) (Kepler, 1986)
- Doctor Copernicus: A Novel (1976)
- Birchwood (1973)
- Nightspawn (1971)
- Long Lankin (1970; revised ed.1984)

## Misdaadromans (als Benjamin Black)
- The Secret Guests (2020)
- A Death In Summer (2011)
- Elegy for April (2010) (Treurlied voor April, 2011)
- The Lemur (2008) (Schimmenspel, 2009)
- The Silver Swan (2007) (De zwaan van Dublin, 2010)
- Christine Falls (2006) (Neergang, 2008)

## Andere bronnen
- John Banville, a critical study by Joseph McMinn; Gill and MacMillan; ISBN 0-7171-1803-7
- The Supreme Fictions of John Banville by Joseph McMinn; (October 1999); Manchester University Press; ISBN 0-7190-5397-8
- John Banville: A Critical Introduction by Rudiger Imhof (October 1998) Irish American Book Co; ISBN 0-86327-582-6
- John Banville: Exploring Fictions by Derek Hand; (June 2002); Liffey Press; ISBN 1-904148-04-2